# Calgary Wranglers (WHL)
Die Calgary Wranglers waren eine kanadische Eishockeymannschaft aus Calgary, Alberta. Das Team spielte von 1977 bis 1987 in einer der drei höchsten kanadischen Junioren-Eishockeyligen, der Western Hockey League (WHL).
In Anlehnung an das Juniorenteam existiert seit 2022 ein Franchise der American Hockey League unter gleichem Namen.

## Geschichte
Im Sommer 1977 wurden die Winnipeg Monarchs aus Winnipeg, Manitoba, nach Calgary, Alberta, umgesiedelt und in Calgary Wranglers umbenannt. Die Wranglers füllten die Lücke, die die Umsiedlung der Calgary Centennials nach Billings, Manitoba, verursacht hatte. Ihren größten Erfolg erzielten die Calgary Wranglers mit dem Erreichen des Finales um den Ed Chynoweth Cup in der Saison 1980/81, in dem sie den Victoria Cougars in der Best-of-Seven-Serie knapp mit 3:4 unterlagen. Nach abnehmendem Erfolg – unter anderem wurden 1985/86 und 1986/87 die Playoffs verpasst – entschlossen sich die Besitzer der Wranglers das Franchise umzusiedeln und verlegten es nach Lethbridge, Alberta, wo es seither unter dem Namen Lethbridge Hurricanes in der WHL antritt.

## Ehemalige Spieler
Folgende Spieler, die für die Calgary Wranglers aktiv waren, spielten im Laufe ihrer Karriere in der National Hockey League:
- Darrell Anholt
- Murray Brumwell
- Len Barrie
- Dan Bourbonnais
- Colin Chisholm
- Ray Cote
- Mark Greig
- Mike Heidt
- Doug Houda
- Trent Kaese
- Darin Kimble
- Kelly Kisio
- Ralph Krueger (als Trainer)
- Ross McKay
- Dana Murzyn
- Jim Playfair
- Ken Quinney
- Warren Skorodenski
- Randy Smith
- Mark Tinordi
- Brian Tutt
- Mike Vernon
- Leigh Verstraete
- Ryan Walter
- Bob Wilkie
- Carey Wilson
- Mike Zanier

## Team-Rekorde

### Karriererekorde
Spiele: 261  Ken Quinney
Tore: 148  Ken Quinney
Assists: 168  Doug Moffatt
Punkte: 311  Ken Quinney
Strafminuten: 936  Leigh Verstraete